# 8872 Ebenum
8872 Ebenum è un asteroide della fascia principale. Scoperto a La Silla il 4 aprile 1992 da E. W. Elst, presenta un'orbita caratterizzata da un semiasse maggiore pari a 3,2153777 UA e da un'eccentricità di 0,0927625, inclinata di 1,42792° rispetto all'eclittica.